# Ребелленталер

Ребелленталер 1595 года

Ребелленталер (нем. Rebellentaler, от нем. Rebell — бунтарь, мятежник) — название первой из серии сатирических монет герцога Брауншвейг-Вольфенбюттельского Генриха Юлия 1595 года. Её создание связано с конфликтом герцога с местными аристократическими семействами Ассебургов, Зальдернов, Штайнбергов и Штокхаймов.
На аверсе изображён дикарь, который держит в правой руке факел, а в левой — обоюдоострое копьё. Дикарь являлся символом богатых рудников Гарца, из которых добывали серебро для чеканки монет. Согласно местным преданиям этот дикий человек был хозяином лесов. Он вырывал с корнем дерево, указывая на расположение жил благородного металла. Этот персонифицированный символ Гарца часто помещали на монеты Брауншвейга. Над факелом находится аббревиатура «N • M • T •» (Noli me tangere), что обозначает «Не трогайте меня». Справа от копья буквы «D • C • S • C» («Durum Contra Stimulum Calcitrare») обозначают «Трудно переть против рожна» (отсылка к Деян. 26:14). Внизу под ногами дикаря лежит собака, которая пытается лизнуть копьё. Слева от фигуры расположен куст розы, на верху которого распустился цветок. Изображение наполнено рядом символов. Так, фигура собаки расположена в центре герба рода Ассебург. Роза является центральным элементом герба рода Зальдерн, а розовый куст — рода Штокхайм.
На реверсе по краю кругом размещены 12 гербов. В центре — группа людей, испытывающих ужас, под лучами Солнца. Между лучами аббревиатура «N.R.M.A.D.I.E.S» («N(ON) R(ECEDET) M(ALUM) A D(OMO) I(NGRATI) E(T) S(EDITIOSI)»), что в вольном переводе с латыни обозначает «Зло не ослабит неугодный и крамольный ему род». Изображение мёртвого человека могло обозначать Бурхардта фон Зальдерна, который ушёл из жизни в 1595 году. Под изображением надпись NVM XVI, говорит о том, что группа символизирует персонажей из 16 главы книги Чисел Ветхого Завета, а именно восставших против Моисея под руководством Корея, впоследствии погибшего.
Недовольные настолько оскорбительными символами на монете представители затронутых родов подали в вышестоящий суд Священной Римской империи. Как подчёркивают нумизматические источники, данный иск позволил чётко определить помещённые на монету символы, что в противоположном случае было бы весьма затруднительно.